# 苗穂神社

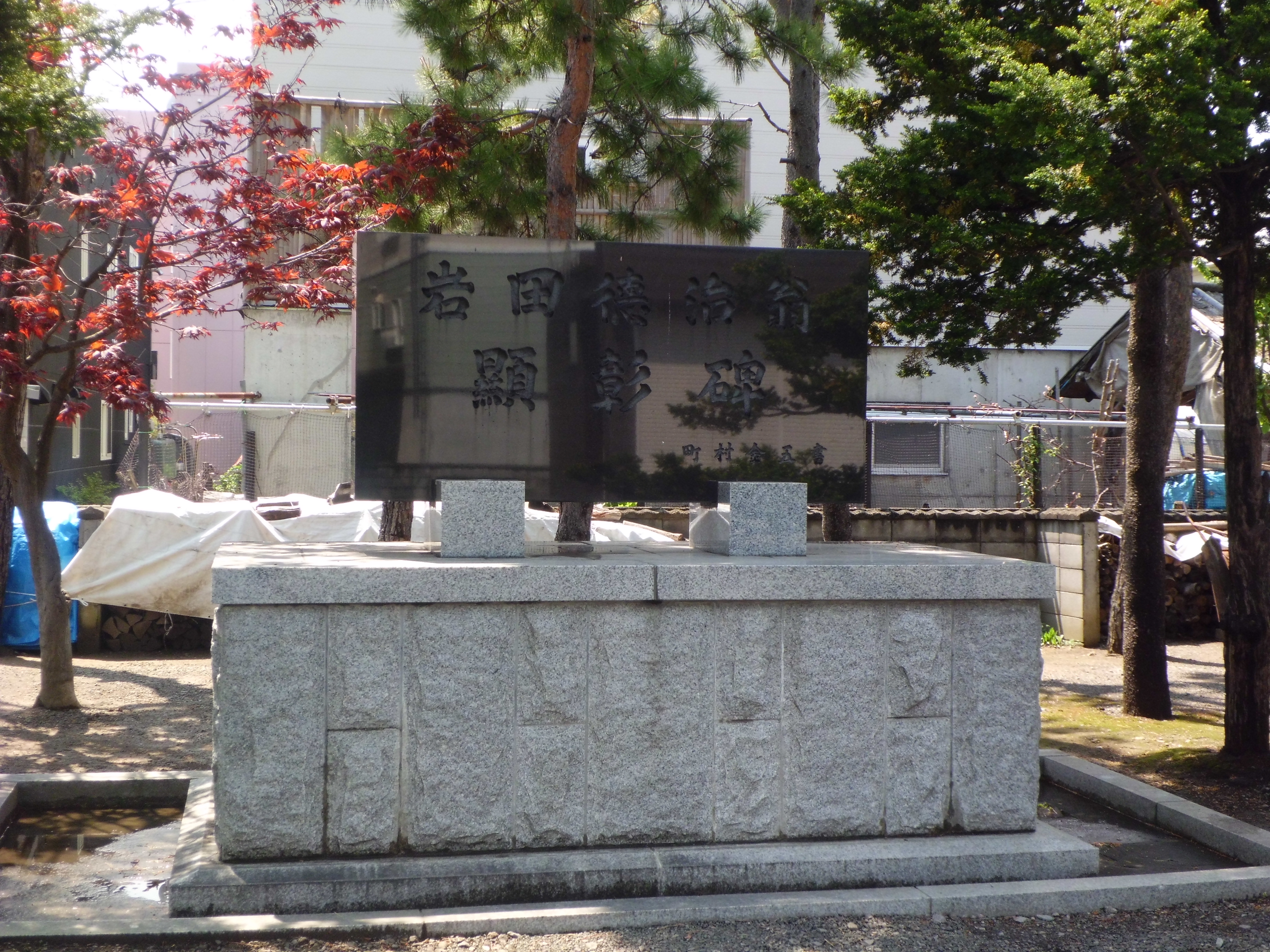
岩田徳治翁 顕彰碑

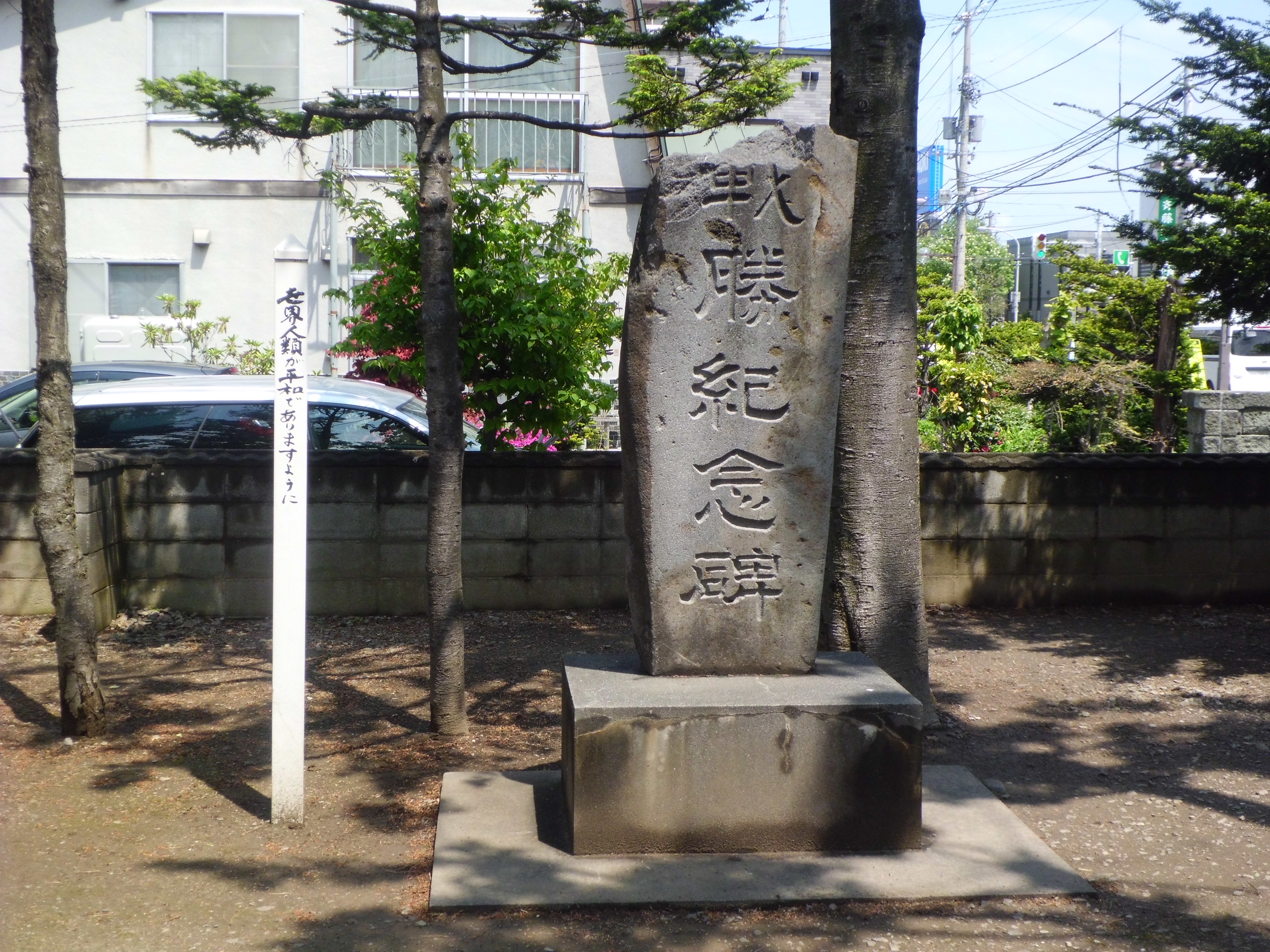
戦勝紀念碑

苗穂神社（なえぼじんじゃ）は北海道札幌市東区本町2条3丁目5番35号にある神社。旧社格は無格社。
祭神は少彦名神。

## 歴史
- 1897年（明治30年）8月、札幌神社から少彦名神の分霊を受けた神社の創立が出願され、27日に許可が下りる[1]。
- 1898年（明治31年）5月10日、社殿落成[1]。

## 石碑
岩田徳治翁顕彰碑
1982年（昭和57年）10月建立。
黒御影石製。地域の発展に尽くした、岩田建設創始者・岩田徳治の功績を称えて建てられた。
戦勝紀念碑
日露戦争にまつわる碑だが、上部が欠損しており、また何の解説もない。